# آدام مک گورک
آدام مک گورک (انگلیسی: Adam McGurk؛ زادهٔ ۲۴ ژانویهٔ ۱۹۸۹) بازیکن فوتبال اهل بریتانیا است.
از باشگاه‌هایی که در آن بازی کرده‌است می‌توان به باشگاه فوتبال برتون آلبیون، باشگاه فوتبال ترانمره راورز، باشگاه فوتبال پورتسموث، و باشگاه فوتبال استون ویلا اشاره کرد.
وی همچنین در تیم ملی فوتبال زیر ۲۱ سال ایرلند شمالی بازی کرده‌است.